# Siamaggiore
Siamaggiore é uma comuna italiana da região da Sardenha, província de Oristano, com cerca de 996 habitantes. Estende-se por uma área de 13 km², tendo uma densidade populacional de 77 hab/km². Faz fronteira com Oristano, Solarussa, Tramatza, Zeddiani.